# Ericson
|  | No s'ha de confondre amb Ericsson o Erickson. |

Ericson és una població del Comtat de Wheeler a l'estat de Nebraska (Estats Units d'Amèrica).

## Demografia
Segons el cens del 2000, Ericson tenia 104 habitants,
, 57 habitatges, i 29 famílies. La densitat de població era de 108,5 habitants per km².
Dels 57 habitatges en un 19,3% hi vivien nens de menys de 18 anys, en un 43,9% hi vivien parelles casades, en un 5,3% dones solteres, i en un 49,1% no eren unitats familiars. En el 49,1% dels habitatges hi vivien persones soles el 28,1% de les quals corresponia a persones de 65 anys o més que vivien soles. El nombre mitjà de persones vivint en cada habitatge era d'1,82 i el nombre mitjà de persones que vivien en cada família era de 2,55.
Per edats la població es repartia de la següent manera: un 19,2% tenia menys de 18 anys, un 1% entre 18 i 24, un 17,3% entre 25 i 44, un 36,5% de 45 a 60 i un 26% 65 anys o més.
L'edat mediana era de 54 anys. Per cada 100 dones de 18 o més anys hi havia 78,7 homes.
La renda mediana per habitatge era de 25.278 $ i la renda mediana per família de 35.500 $. Els homes tenien una renda mediana de 19.583 $ mentre que les dones 21.250 $. La renda per capita de la població era de 15.506 $. Cap de les famílies i l'11,4% de la població estaven per davall del llindar de pobresa.

## Poblacions properes
El següent diagrama mostra les poblacions més properes.